# ایلیای دوم
ایلیای دوم (به گرجی: ილია II) (زادهٔ 4 ژانویهٔ 1933 میلادی)، از 25 دسامبر 1977 تا کنون، پاتریارک کنونی گرجستان، رهبر کلیسای ارتدکس گرجی و محبوب‌ترین فرد در گرجستان است.بر اساس نظرسنجی موسسه ملی دموکراتیک امور بین الملل در سال 2013،وی محبوبترین فرد با 94% آراء و به گفته ی خبرگزاری CNN،او قابل اعتماد ترین فرد در گرجستان میباشد.

## جوایز و افتخارات
ایلیای دوم،به عنوان پاتریارک بالاترین جوایز را از کلیساهای ارتدوکسِ انطاکیه،اورشلیم،روسیه،یونان،بلغارستان،رومانی و تقریبا از همه ی کلیساهای دیگر ارتدوکس،دریافت کرده است.